# Jacques de Menasce
Jacques de Menasce né à Bad Ischl le 19 août 1905 - et mort à Gstaad, le 28 janvier 1960 est un  pianiste et compositeur autrichien naturalisé américain

## Biographie
La famille des Menasce est une riche famille juive de l’Empire austro-hongrois originaire d’Égypte ayant des liens avec la couronne des Habsbourg. Jacques de Menasce grandit dans une famille où la musique, la littérature et les arts visuels jouent un grand rôle.
Le peintre Oskar Kokoschka réalise un portrait de lui enfant âgé de six ans.
Il reçoit des leçons de piano à partir de l’âge de sept ans  et est envoyé à Vienne  pour y poursuivre sa formation et développer son talent. Au conservatoire ses maîtres sont Emil von Sauer, Paul Pisk et Joseph Marx entre autres.
Pendant ses études, il rencontre Alban Berg qui l’encourage à composer, à l’insistance de Berg, il compose son premier concerto pour piano. Il  est également en contact avec  Béla Bartók;  tous deux ont une influence sur son travail, mais son style est plus proche de celui des compositeurs autrichiens et français du moment tels Darius Milhaud ou Francis Poulenc. Il donne également des concerts de ses propres productions.
En 1938 l’Orchestre philharmonique de Rotterdam lui passe commande d’un second concerto de piano qui sera terminé en 1939 et débutera à l’automne de cette  même année. Étant donné la mobilisation de la Hollande, le début de la Seconde Guerre mondiale et le bombardement de Rotterdam, puis l’ Anschluss avec l’Allemagne nazie, Jacques de Menasce s’installe d’abord aux Pays-Bas, puis en Suisse et finalement à New York aux États-Unis dont il devient citoyen en 1941.
En Amérique, il continue à composer, notamment une sonate pour violon et piano pour la violoniste Lillian Fuchs enregistrée avec le compositeur ; d’autres enregistrements suivront y compris son second concerto pour piano. et  Pour une princesse : cinq mélodies,.
Menasce composa également des musiques de ballet, des musiques religieuses (juives) et des morceaux pour orchestre de chambre.
Quelques enregistrements subsistent, notamment de son  premier concerto pour piano , du divertissement  chanté pour enfants et de la Petite Suite pour piano chez Vanguard Classics, dirigés par le chef d’orchestre Edmond Appia, un ami du compositeur, avec  Menasce au piano.
Il existe également un enregistrement des concerts de la sonate pour violon et de la seconde sonatine pour piano , de la première sonate pour violon ainsi qu’Instantanés, une collection de pièces courtes pour piano, tous  publiés par Composers Recordings, Inc. (CRI).
Ses deux Lettres d’enfants font partie de l’album chanté, enregistré par Hugues Cuénod dans les cycles des chansons françaises chez Nimbus Records.
II existe enfin un enregistrement de la sonatine pour violon et piano d’Henry Barraud avec la participation de Jacques de Menasce et Ángel Reyes au violon.